# Qof
Qof (ק) är den nittonde bokstaven i det hebreiska alfabetet.
ק har siffervärdet 100.